# Fontaine-Chaalis
Fontaine-Chaalis ist eine französische Gemeinde mit 326 Einwohnern (Stand 1. Januar 2022) im Département Oise in der Region Hauts-de-France; sie gehört zum Arrondissement Senlis und zum Kanton Nanteuil-le-Haudouin.

## Geografie
Der Ort liegt 45 Kilometer nordöstlich von Paris, zehn Kilometer südöstlich von Senlis und sieben Kilometer nördlich von Ermenonville im Zentrum des Regionalen Naturparks Oise-Pays de France. Über 90 % des 33 km² umfassenden Gemeindegebietes sind Teil des Staatsforstes Forêt domaniale d’Ermenonville. Das Gemeindegebiet wird vom Fluss Nonette durchquert, in den hier sein Zufluss Launette einmündet.

## Bevölkerungsentwicklung
| Jahr      | 1962 | 1968 | 1975 | 1982 | 1990 | 1999 | 2007 |
| Einwohner | 242  | 279  | 262  | 366  | 366  | 320  | 378  |

## Sehenswürdigkeiten
- Kloster Chaalis

## Persönlichkeiten
- Guillaume Gillet (1912–1987), Architekt
- Jacques-Julien-Émile Patria (1915–2001), römisch-katholischer Geistlicher, Bischof von Périgueux 1965–1988